# نيكولاس بيل
نيكولاس بيل (بالإنجليزية: Nicholas Bell)‏ هو ممثل بريطاني، ولد في 15 أغسطس 1958 في المملكة المتحدة.

## وصلات خارجية
- نيكولاس بيل على موقع IMDb (الإنجليزية)
- نيكولاس بيل على موقع قاعدة بيانات الفيلم (الإنجليزية)